# Warrensburg (hrabstwo Warren)
Glens Falls North – jednostka osadnicza w Stanach Zjednoczonych, w stanie Nowy Jork, w hrabstwie Warren.